# とちぎコープ生活協同組合
とちぎコープ生活協同組合（とちぎコープせいかつきょうどうくみあい）は、栃木県に本部をおく生活協同組合。
コープデリに加盟、組合員数は19万577人（2005年3月現在）。

## 概説
市民生協が起源の栃木県民生協は、おもに店舗面積50坪タイプの「ミニコープ」が主体の事業展開であった。富士重工労組が起源の地域生協で宅配事業に強みのある「生協とちぎ」を2000年に吸収合併した後、450坪タイプのスーパーマーケット店舗を出店していく。若松原店（宇都宮市）を皮切りに4店舗を開店させたが、若松原店は隣接地に開店したヨークベニマル若松原店の影響をまともに受けてしまい、鶴田店の新規出店と引き換えに撤退した。
生協とちぎ（陽南生協）が運営していた4店舗は鮮魚部門を「魚太」（現在は廃業）、精肉部門を「大山」がテナント入居して運営していたが、とちぎコープに吸収合併した後にすべて閉店している。
2000年にスタートした福祉介護事業は別法人を設立し、移管している。

## 沿革
- 1973年（昭和48年） - 陽南生活協同組合設立[1]。（富士重工労組が中心となって設立。後の「生活協同組合とちぎ」[1]。）。
- 1974年（昭和45年） - 宇都宮市民生活協同組合（栃木県民生協）設立[1]。
- 1977年（昭和52年） - 安佐市民生活協同組合設立、足利市民生活協同組合設立[1]。
- 1978年（昭和53年） - 栃木県南消費生活協同組合設立[1]。
- 1985年（昭和60年） - 栃木県民生活協同組合、安佐市民生活協同組合、栃木県南消費協同組合の事業連帯を開始[1]。
- 1986年（昭和61年）
  - 1月 - 茨城・栃木・群馬の北関東3県の10生活協同組合により「生活協同組合連合会北関東協同センター」を設立[2]。日本初となる県域を越えた事業連帯組織[2]。
  - 5月 - 「陽南生活協同組合」が「生活協同組合とちぎ」と改称[1]。
- 1989年（平成元年）9月[2] - 栃木県民生活協同組合・栃木県南消費生活協同組合・安佐市民生活協同組合の3生協が合併、とちぎコープ生活協同組合に[1]。
- 1992年（平成4年）
  - 3月 - 生活協同組合連合会コープネット事業連合創立総会を開催[2]。
  - 7月21日 - 設立[3]。いばらきコープ、とちぎコープ、コープぐんま、ちばコープ、さいたまコープの5生協が参加[2]。
- 1993年（平成5年） - 足利市民生活協同組合を吸収合併[1]。
- 1999年（平成11年）12月 - とちぎコープ生活協同組合と生活協同組合とちぎの合併総会を開催[2]。
- 2000年（平成12年）
  - - 生活協同組合とちぎを吸収合併
  - 4月 - 高齢者福祉事業スタート、旧陽南店跡地に「コープ福祉介護センター」開設
- 2006年（平成18年）11月 - 社会福祉法人ふれあいコープを設立し、特別養護老人ホーム事業等を移管
- 2009年（平成21年）12月 - 一般社団法人コープ福祉とちぎを設立し、福祉介護事業を移管

## 店舗一覧
- スーパーマーケット
  - 鶴田店（宇都宮市）
  - 越戸店（宇都宮市）
  - おもちゃのまち店（壬生町） - 1995年（平成7年）4月開店[2]。
  - 栃木店（栃木市） - 2000年（平成12年）5月開店[2]。
- ミニコープ
  - 晃望台店（鹿沼市）
  - 金井台店（宇都宮市）
  - 城東店（小山市）
  - 富岡店（足利市）
  - 野木店（野木町）
  - 矢板店（矢板市）
  - 利保店（足利市）
- コープデリ宅配センター
  - 宇都宮センター
  - 西那須野センター
  - 高根沢センター
  - 今市センター
  - 小山センター
  - 足利センター
  - 壬生センター

### 閉店した店舗
- スーパーマーケット
  - 陽南店（生協とちぎ）[4]→店舗解体後、コープ福祉介護センターを建設
  - 戸祭店（生協とちぎ） - 1978年（昭和53年）4月開店[1]。宇都宮市戸祭3-4-15[1]。→現在は地場スーパー「かましん」
  - 御幸店（生協とちぎ） - 1979年（昭和54年）9月開店[1]。宇都宮市御幸町60[1]。
  - 雀宮店（生協とちぎ） - 1984年（昭和59年）11月開店[1]。宇都宮市[1]。
  - 若松原店 - 1992年（平成4年）4月開店[2]。
- ミニコープ
  - 若草店（栃木県民生協）
  - さつき店（栃木県民生協）
  - 吉野店（栃木県民生協） - 1985年（昭和60年）8月開店[2]。宇都宮市吉野[2]。